# 수컷닷컴
수컷닷컴은 2013년 12월 24일 미디어워치 대표 변희재가 "새로운 애국 우파 포털사이트"를 지향점으로 개설한 웹 사이트이다. 극우 사이트인 일베저장소를 대체하겠다는 취지로 만들어졌다. 수컷닷컴은 방문 첫날부터 동시접속자 1만명을 돌파하여 서버가 다운되기도 했다. 한편으로는 기존 일베와 같은 용어를 쓰는 등 별 차이가 없다는 비판을 받기도 한다. 2015년에 사이트에 대대적인 개편으로 메뉴들이 다수 바뀌었다. 2016년 이후 변희재의 영향력에서 벗어났지만, 저조한 호응도와 운영난이 겹쳐 2017년 8월말에 공식적으로 사이트가 패쇄됐다.

## 개설
2013년 10월 변희재는 미디어워치 인터뷰에서  "일 100만명 이상의 방문객을 확보하면 검색엔진을 장착해 친노종북 포털사들인 네이버, 다음과 경쟁하겠다"고 의견을 밝혔다. 11월 조선일보 인터뷰에서는 일베가 발전적인 모습을 보이지 못하고 있다면서 운영자가 제 역할을 못 하고 있다고 비판하였다. 그러면서 자기 이름을 걸고 방문자들과 소통해야 한다고 주장하였다.
2013년 12월 23일 3시 변희재는 '일베저장소를 대신할 애국우파 청년들의 포털 사이트'
를 주창하며 수컷닷컴을 개설하였다. 변희재는 "포털사이트 네이버와 다음에 검색 기술을 잠식당한 기업들을 불러 모아 검색 엔진에도 우파의 성격을 드러내겠다"며 취지를 밝혔다.
대표인 김지룡은 "현 사회에 노는 걸 구경 위해 여자들 가입 할 것"  불만 많은 남자들끼리 모여서 노는 사이트"라고 기획의도를 설명했다. 그는 "2009년부터 사이트를 기획했으며, 20대의 정서가 '강한 남성'을 원하는 쪽으로 보수화되는 것을 느끼고 수컷닷컴을 구상했다"며 인기가 많은 변희재가 깃발을 든다면 시간과 자금을 단축할 수 있겠다고 생각하여 그와 손을 잡았다고 말했다.
운영진은 첫 날 동시접속자가 1000~2000명 수준이라 예상하였으나 오후 6시 30분쯤 일시적으로 1만명을 넘겼다고 말했다. 12월 24일 오후 3시 30분 오픈 하루만에 사이트가 다운되었다.
이 때문에 이름이 같은 쇼핑몰도 접속자가 몰려 어려움을 겪었다. 그 쇼핑몰은 고객들에게 미안하다는 사과문을 올렸다.
같은 날 변희재는 채널 A의 쾌도난마에 출연하여 "강하고 멋있는 남자들 노는 걸 구경하기 위해 여자들도 많이 가입할 것이다. 그러나 여자라는 걸 밝히면 안된다"고 우스갯소리를 하며 사이트를 홍보했다.
12월 26일 변희재는 "오전부터 50만명 페이스로 접속이 몰리면서 사이트 또 오락가락한다"며 서버를 증설하기 위해 1억원가량 투입해야 할 상황이라 밝혔다.
일베저장소에서는 수컷닷컴이 개설한 것에 대해 호불호가 갈렸다.
인기에 힘입어 네티즌들이 '암컷닷컴'을 개설해 달라고 요구하자, 변희재는 암컷닷컴의 도메인도 확보했다고 대답했다. 하지만 사이트 개설은 당장은 불가능하다는 점을 시사했다.
한편으로는 변희재 사칭 트위터 계정도 만들어졌다.
12월 20일 마인드C는 수컷닷컴 티저사이트에 올라온 자신의 '강남언니' 카톡이모티콘 이미지에 대해 수컷닷컴이 허락없이 무단 사용한 것이라고 밝혔다.
변희재는 12월 26일 트위터를 통해 데스크에서 그런 캐릭터가 제대로 거르지 못했다가 바로 폐기했다며 사과했다.
또한 작가에게 직접 전화를 걸어 사과했다면서 작가도 양해해 줬다고 덧붙였다. 그러나 마인드C는 수컷닷컴의 전화를 받은 적이 없다고 이를 부인하였다.
변희재는 사과를 했는데도 언론이 뒤늦게 문제삼는 것은 정치적 목적이라 본다고 주장했다.

## 컨텐츠와 성향
수컷닷컴은 초창기부터 유머&라이프, 러브 코리아, Girl's, 알아보자, 애니/게임, 전체 게시판, 공지사항 등 다양한 게시판을 마련하였다.
수컷닷컴의 일부 게시글에서는 김대중, 노무현, 여성을 비하하거나  김치녀, 슨상님, 노알라, 홍어 등 일베저장소에서 자주 쓰이는 용어가 그대로 쓰여 '제 2의 일베'라는 비판을 받았다.
변희재는 12월 26일 자신의 트위터에서 수컷닷컴은 일베와 다르다고 직접 선을 그었다. 그러나 컨턴츠 성격상 일베 저장소보다 더 극우적 성격의 싸이트로 유지됐었다.
서울역 고가대교 분신 사건에 대해 수컷닷컴 회원들은 타살 의혹을 제기하며 사건을 담은 동영상을 구하는 데 현상금을 걸었다.

## 같이 보기
- 디시인사이드